# Adam Benzwi
Adam Benzwi (* 1. Februar 1965 in San Diego, Kalifornien) ist US-amerikanischer Dirigent, Pianist und Honorarprofessor im Studiengang Musical/Show an der Universität der Künste Berlin.

## Leben
Bereits im Alter von 12 Jahren absolvierte er seine ersten öffentlichen Auftritte als Pianist. Benzwi lebt seit 1984 in Berlin. Er begleitet namhafte Künstler wie Dagmar Manzel, Andrea Sawatzki, Walter Schmidinger, Ralf Wolter, Helmut Baumann, Gisela May, Angelika Milster, Désirée Nick, Angela Winkler, Judy Winter, Daniela Ziegler, Wolfram Koch und Anne Sofie von Otter bei ihren Solokonzerten.
Benzwi war von 2003 bis 2019 Fachausschussmitglied des Bundeswettbewerbs Gesang. Bei Produktionen an diversen Theatern, vor allem an der Komischen Oper Berlin, ist er für das musikalische Arrangement und die musikalische Leitung verantwortlich.

## Musikalisches Arrangement
- 1992: Bombenstimmung – eine Ufa-Revue, Theater des Westens, Berlin
- 1994: Blue Jeans, Unterhaltungsrevue, Theater des Westens, Berlin
- 1997: Let's Pop, Lieder der 60er Jahre, Theater des Westens, Berlin
- 2020: Ich wollt', ich wär' ein Huhn!, Berlin-Abend, Komische Oper Berlin[2]
- 2023: Fremder als der Mond, Berliner Ensemble

## Musikalische Leitung
- 1986: Das Küssen macht so gut wie kein Geräusch, Kleines Theater Berlin
- 1988: Linie 1, Alte Oper Frankfurt
- 1992: UFA-Revue Bombenstimmung, Theater des Westens
- 1993: Marlene – das Musical, Theater am Kurfürstendamm Berlin
- 1998: Marlene von Pam Gems, Renaissance-Theater mit Judy Winter
- 2000: Bezauberndes Fräulein von Ralph Benatzky, Theater am Kurfürstendamm, Berlin
- 2003: Acht Frauen von Robert Thomas, Renaissance-Theater, Berlin
- 2003: Group von Conor Mitchell, Universität der Künste, Berlin
- 2004: Cabaret – Das Musical, Bar jeder Vernunft, Berlin
- 2008: My Fair Lady, Admiralspalast, Berlin
- 2013: Berliner Luft, Alte Oper Frankfurt/Komische Oper Berlin[3]
- 2013: Ball im Savoy von Paul Abraham. Komische Oper Berlin[4]
- 2015: Eine Frau, die weiß, was sie will! von Oscar Straus, Komische Oper Berlin[5]
- 2016: Die Perlen der Cleopatra von Oscar Straus, Komische Oper Berlin
- 2017: Märchen im Grand Hotel, Komische Oper Berlin[6]
- 2019: Die Prinzessin von Trapezunt von Jacques Offenbach, Theater für Niedersachsen[7]
- 2019: Zainaida von Johann Christian Bach, Staatstheater Mainz[8]
- 2020: Ich wollt', ich wär' ein Huhn!, Komische Oper Berlin[9]
- 2021: Die Dreigroschenoper, Berliner Ensemble[10]
- 2024: Messeschlager Gisela, Operette (Komische Oper Berlin, Musikalische Leitung: Adam Benzwi)

## Diskographie
- 1993: Marlene – das Musical (Theater am Kurfürstendamm)
- 1994: Blue Jeans (Theater des Westens)
- 1995: Hollywud, ick komme mit Désirée Nick
- 1998: Daniela Ziegler singt Ralph Benatzky
- 1998: Marlene mit Judy Winter (Renaissance-Theater Berlin)
- 2000: Land in Sicht mit Uli Scherbel
- 2000: Ohne dich macht das Leben überhaupt mehr Spaß von Lotte Lenya und Kurt Weill mit Helene Grass und Gerd Wameling
- 2002: Bezauberndes Fräulein (Theater am Kurfürstendamm)
- 2011: ich liebe dich, kann ich nicht sagen mit Angela Winkler